# Genève Volley
Genève Volley är en volleybollklubb från Genève, Schweiz. Klubben grundades 1983 genom att klubbarna Lancy Volleyball Club , Volleyball Club Meyrin , Volleyball Club Servette Star-Onex och Volleyball Club Carouge bildade en spelgemenskap där klubbarna behöll sin separata verksamhet, men där de bästa spelarna spelade tillsammans under namnet Genève-Elite Volleyball. Klubbarna gick 1987 samman helt, nu under namnet Club Sportif du GATT Volleyball. Ursprungligen fanns både dam- och herrlag, men på grund av förlorade sponsorer lades herrverksamheten snart ner.
Laget nådde final i Schweizer Cup 1989/1990. De spelade under 1990-talet flera gånger i de europeiska cuperna, men åkte 1999 ur högsta serien. Laget bytte till sitt nuvarande namn 2008 och återvände 2011 till högsta serien. Det blev dock bara en ettårig sejour då klubben frivilligt drog sig ur serien efter en säsong. Klubben återvände till högst serien säsongen 2018/2019 och har sedan dess spelat i högsta serien.